# Acianthera cordatifolia
Acianthera cordatifolia é uma espécie de orquídea (Orchidaceae) que existe na República Dominicana, antigamente subordinada ao gênero Pleurothallis.

## Publicação e sinônimos
- Acianthera cordatifolia (Dod) Pridgeon & M.W.Chase, Lindleyana 16: 243 (2001).

Sinônimos homotípicos:
- Pleurothallis cordatifolia Dod, Moscosoa 1: 53 (1976).